# الصراع بين الحكومة التركية وحركة غولن
بدأ الصراع السياسي بين الحكومة التركية - التي يحكمها حزب العدالة والتنمية - وحركة غولن بزعامة فتح الله غولن في عام 2013.
مع التشابه في الأيديولوجيا، كان حزب العدالة والتنمية وحركة غولن على تحالف منذ فترة طويلة، حيث كانت حركة غولن تستخدم نفوذها القضائي للحد من معارضة المؤسسة العلمانية التركية للحزب الديني المحافظ (العدالة والتنمية). تدهورت العلاقات بين حكومة حزب العدالة والتنمية وحركة غولن في أواخر عام 2013 بعد أن انتقد غولن استجابة الحكومة لاحتجاجات منتزه غيزي وسياستها بإغلاق "مدارس التحميل" الخاصة لغولن.
تصاعد الخلاف بين الحكومة والحركة، حيث اتهم رئيس الوزراء آنذاك رجب طيب أردوغان حركة غولن بمحاولة إسقاط الحكومة باستخدام نفوذها على القضاء للتسبب في فضيحة فساد حكومية (المعروفة باسم تحقيقات 17-25 بسبب التواريخ التي تمت فيها). استجابت الحكومة لاحقًا بإصلاحات واسعة النطاق لقوات الشرطة والقضاء لتطهير مناصبهم من المتعاطفين مع غولن.  اعتُبر الصراع على أنّه محاولة انقلاب في نظر المعلقين المؤيدين لحزب العدالة والتنمية، بينما اعتُبر كتطهير لاستقلال القضاء في نظر المُنتقدين.
وُصِفت الحركة بأنها «كيان موازٍ»، واتُّهِم غولن بتكوين «جماعة إرهابية مسلحة»، وأصبحت جهود الحكومة لتطهير نفوذ حركة غولن قضية رئيسية في السياسة التركية، وأثارت مخاوف على الصعيد الوطني بشأن استقلال القضاء وتزايد الاستبداد الحكومي في تركيا. 

## خلفية
تعود العلاقات بين الحكومة التركية وحركة غولن إلى فترة رئيس الوزراء توركوت أوزال الذي تولّى المنصب عام 1983. يقيم زعيم الحركة فتح الله غولن في ولاية بنسلفانيا منذ عام 1999. نشأت الحركة من سلسلة من المؤتمرات والمدارس، وزاد نفوذها تدريجياً في كل من النظامين السياسي والقضائي التركي، وانتهى الأمر بالعديد من أنصار غولن إلى شغل مناصب عليا في القضاء. بلغ تأثير الحركة في الحكومة التركية ذروته في تقديم قضيّتي إرغينكون وخطة المطرقة المثيرتين للجدل، ضد منتقدي حزب العدالة والتنمية الحاكم سنة 2007. 
نجح زعيم حركة غولن، فتح الله غولن، في الحفاظ على عدد كبير من المؤيدين في جميع أنحاء العالم من خلال استخدام وسائل الإعلام المتعاطفة والفعاليات والمدارس الدينية والجمعيات الخيرية. العديد من الشركات والمنظمات تابعة للحركة، مثل (Samanyolu TV) وبنك آسيا.  كما تحظى الحركة بدعم العديد من الأحزاب السياسية، معظمها من حزب العدالة والتنمية بين عامي 2002 و 2013. كما اتُهمت الأحزاب الصغيرة مثل حزب التقدم الديمقراطي وحزب الأمة والعدالة بالتعاطف مع قضية غولن. اتُّهم حزب الشعب الجمهوري المعارض الرئيسي بالحفاظ على روابط غير رسمية مع الحركة خلال الانتخابات البلدية التركية 2014. يُنظر أيضًا إلى النواب السابقين المستقلين، مثل هاكان شوكور، على أنهم أتباع مخلصون للحركة.

## الأطراف المُتصارعة
| الدولة التركية                                | حركة غولن                                   |
| الحكومة والدولة                               | الحكومة والدولة                             |
| --------------------------------------------- | ------------------------------------------- |
| الحكومة التركية الـ61                         | كبار أعضاء القضاء التركي                    |
| الحكومة التركية الـ62                         | يُزعم وجود 2000 فرد من المديرية العامة للأمن |
| المديرية العامة للأمن                         | مدارس ومدارس التحميل                        |
| المجلس الأعلى للقضاة والمدعين (منذ 2015)      | عدد قليل من أعضاء الحكومة في البرلمان       |
| جهاز الاستخبارات الوطنية                      |                                             |
| الأحزاب والمنظمات السياسية                    |                                             |
| حزب العدالة والتنمية (منذ 2013)               | حزب العدالة والتنمية (قبل 2013)             |
| حزب الشعب الجمهوري (2002-2014، 2015 فصاعدا)   | حزب الشعب الجمهوري (2014)                   |
| حزب الحقوق والمساواة                          | حزب التقدم الديمقراطي (مزعوم)               |
| الحزب الوطني                                  | حزب الوطن والعدالة (مزعوم)                  |
| حزب تركيا المستقلة                            | حزب السعادة                                 |
| وسائل الإعلام والشركات                        |                                             |
| صباح                                          | زمان                                        |
| يني شفق                                       | طرف (بعض كتاب الأعمدة)                      |
| العقد الجديد                                  | بوغون                                       |
| نجمة                                          | الملة                                       |
| أكسام                                         | تلفزيون Samanyolu                           |
| تركيا                                         | سامانيولو هابر                              |
| ميلات                                         | ميهتاب تي في                                |
| TRT                                           | بنك آسيا                                    |
| تلفزيون بياز                                  | Kanaltürk                                   |
| TV8                                           | Burç FM                                     |
| NTV                                           | تلفزيون بوغون                               |
| قناة 7                                        | سامانيولو هابر راديو                        |
| مركبة ATV                                     | تلفزيون Ebru                                |
| كانال دي                                      | Sızıntı                                     |
| هابر                                          | سامانيولو أفروبا                            |
| شو تي في                                      | أكسيون                                      |
| سي إن إن تورك                                 | دنيا راديو                                  |
| ستار تي في                                    | يني أوميت                                   |
| ديلي صباح                                     | زمان اليوم                                  |
| ملييت                                         | تلفزيون الدنيا                              |
| حريت                                          | راديو مهتاب                                 |
| خبر تورك                                      | تلفزيون ارماك                               |
| TRT هابر                                      | جيهان هابر أجانسي                           |
| تلفزيون Ülke                                  | Kanaltürk Radyo                             |
| TGRT هابر                                     | جيهان راديو                                 |
| 24                                            | راديو بامتيلي                               |
| الأشخاص الرئيسيين                             |                                             |
| رجب طيب أردوغان (رئيس الوزراء، الرئيس)        | فتح الله كولن                               |
| أحمد داود أوغلو (وزير الخارجية، رئيس الوزراء) | أكرم دومانلى                                |
| عبد الله غل (الرئيس)                          | هدايت كاراجا                                |
| أمر الله اشلر (نائب رئيس مجلس الوزراء)        | ارهان بلجيلي                                |
| بولنت أرينج (نائب رئيس مجلس الوزراء)          | أحمد بياض                                   |
| بكير بوزداغ (وزير العدل)                      | هاكان شوكور                                 |
| كنعان إيبك (وزير العدل)                       | إدريس بال (مزعوم)                           |
| هاكان فيدان ( رئيس الاستخبارات التركية)       | إدريس نعيم شاهين (مزعوم)                    |

## بداية الصراع

### مزاعم 2012
جاءت أولى بوادر الصراع في فبراير 2012، حيث طلب وكيل المخابرات الوطنية هاكان فيدان تقديم أدلة بشأن ترقية العديد من سياسيي حزب العدالة والتنمية المعروفين بأنهم مقربون من حركة غولن. رداً على هذه المزاعم، ادّعى نائب زعيم حزب العدالة والتنمية حسين سيليك أن «الغربان ستضحك» على مزاعم أن حركة غولن قد استولت على الدولة.

### احتجاجات منتزه غيزي
بعد احتجاجات دعاة حماية البيئة في حديقة غيزي، تحوّل ميدان تقسيم إلى احتجاجات عامة ضد استبداد الحكومة في يونيو 2013، بدأ غولن في الإدلاء بتصريحات من ولاية بنسلفانيا اعتُبرت منتقدة لرد فعل الحكومة الصارم.  اعتبرت هذه أولى الدلائل الرئيسية على أن التحالف بين حزب العدالة والتنمية وحركة غولن آخذ في التضاؤل. تعرّض رد فعل الحكومة على المتظاهرين لانتقادات دولية، حيث أدانت الولايات المتحدة العنف غير المتناسب، كما أوقف الاتحاد الأوروبي مفاوضات انضمام تركيا.
رفض رئيس الوزراء رجب طيب أردوغان التفاوض مع المتظاهرين، واصفا إياهم بـ «حفنة من اللصوص»، واتهم العديد من المتظاهرين بدعم الجماعات الإرهابية العنيفة مثل جبهة–حزب التحرر الشعبي الثوري. رداً على ذلك، أصدر غولن بياناً زعم فيه أن مستقبل المنتزه لا يستحق الحياة، داعياً الطرفين إلى إنهاء صراعاتهما والتفاوض بطريقة سلمية.

## أزمة مدرسة التحميل(ديرشان)
كان الصراع بين حزب العدالة والتنمية وحركة غولن على قدم وساق بعد أن اقترحت الحكومة قانونًا جديدًا من شأنه إجبار العديد من مدارس التحميل، التي تمتلكها حركة غولن، على إغلاقها.  رداً على ذلك، بدأت وسائل الإعلام الموالية لغولن حملة قوية ضد مقترحات الحكومة.   وقد صدّرت صحيفة زمان، وهي أبرز الصحف المؤيدة لغولن في تركيا وواحدة من أكثر الصحف انتشارًا على نطاق واسع، عناوين مثل "انقلاب تعليمي" و "مثل هذا القانون لم يُشاهد حتى في سنوات الانقلاب".    علاوة على ذلك، زعمت الصحيفة أنه حتى قطاع التوظيف لا يريد إغلاق الكليات بالقوة وطبع أيضًا 1.5 مليون نسخة من طبعة خاصة مصحوبة بكتيب إضافي بعنوان «مدرسة التحميل» (ديرشان).  رداً على حملة زمان، أكّد رئيس الوزراء رجب طيب أردوغان أن حكومته وافقت على طرح التشريع الجديد على البرلمان في نوفمبر 2013. كتب أكرم دومانلي، مدير التوزيع العام في صحيفة زمان، رسالة مفتوحة إلى أردوغان في عموده في 25 نوفمبر 2013. في اليوم نفسه، أصدر فتح الله غولن بنفسه بيانًا بعنوان «سنمضي قدمًا بلا توقف!».

### جدل مجلس الأمن 2004

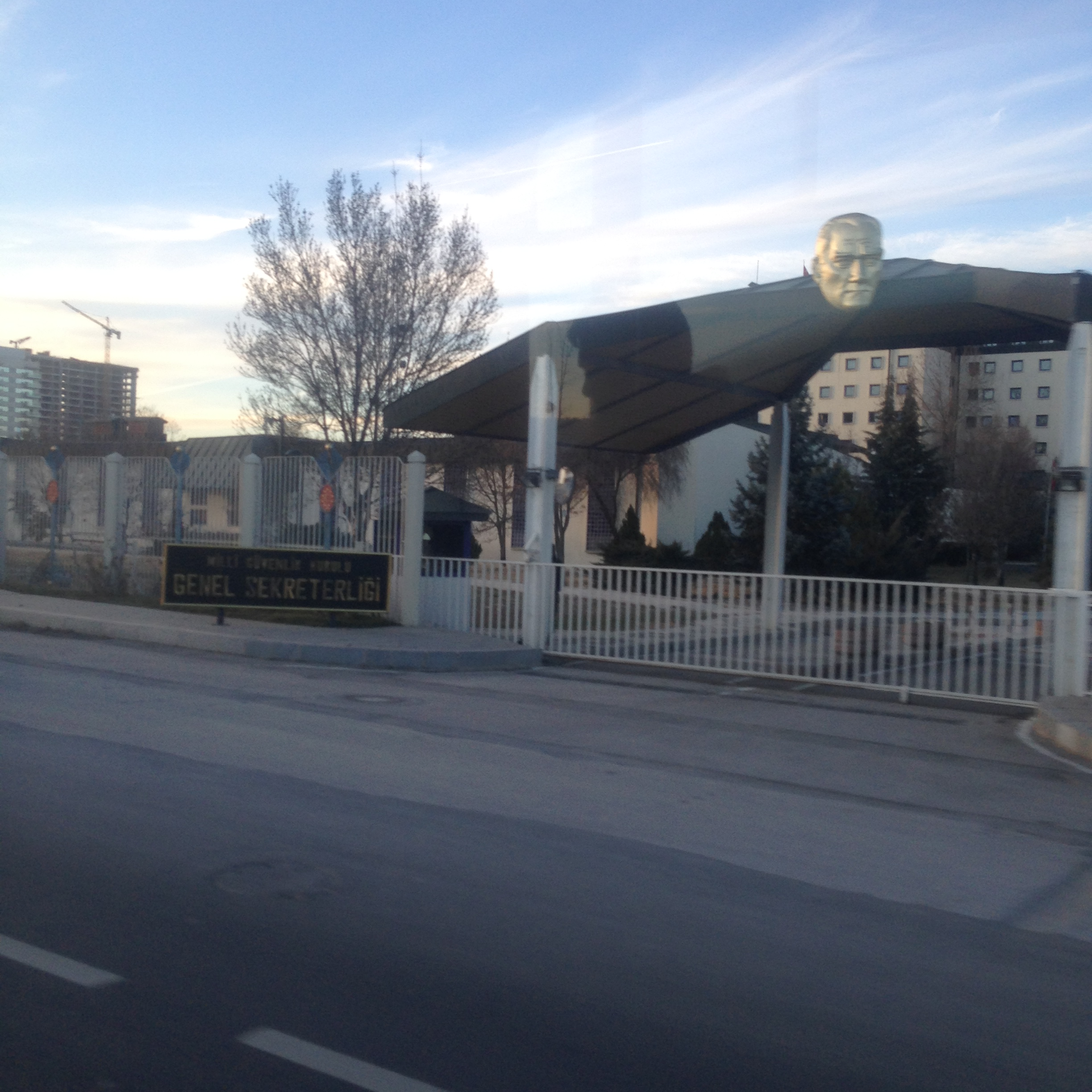
مبنى مجلس الأمن في أنقرة

بينما كان الجدل مستمراً، كتب المحرر محمد بارانسو من صحيفة طرف مقالاً في 28 نوفمبر 2013، زعم فيه أن قرار إسقاط حركة غولن قد اتُّخِذ في الواقع خلال اجتماع لمجلس الأمن في عام 2004. وزعم المقال أن القرار الرسمي بإنهاء النفوذ السياسي للحركة قد تم توقيعه في أغسطس 2004 من قبل كل من رئيس الوزراء أردوغان والرئيس عبد الله غل. ونفى كبير مستشاري أردوغان يلتجين أكدوغان هذه المزاعم، لكن نفيه فشل في إقناع وسائل الإعلام الموالية لغولن. زعمت قناة (Samanyolu TV) أن قرارًا للمخابرات الوطنية للحفاظ على مراقبة الأفراد تم تضمينه في الوثائق المسربة.
رداً على تسريب وثائق مجلس الأمن، أدلى رئيس الوزراء أردوغان ببيان كرّر فيه قراره بإلغاء مدارس التحميل، بينما وصف التسريب بأنه عمل من أعمال الخيانة الوطنية.  

### استقالة نواب حزب العدالة والتنمية
خلقت أزمة مدارس التحميل انقسامًا داخل المجموعة البرلمانية لحزب العدالة والتنمية، حيث أعرب النواب المؤيدون لغولن علنًا عن قلقهم بشأن التشريع التعليمي الجديد. وكان من بين هؤلاء إدريس بال، الذي انتقد علانية سياسة حزبه بشأن مدارس التحميل، وأُحيل لاحقًا إلى المجلس التأديبي للحزب من أجل التوقيف. في تصريحات أدلى بها للصحافة، ادّعى إدريس بال أنّ إغلاق المدارس يعني أن العديد من الشباب لن يكونوا قادرين على الالتحاق بالجامعة. عندما تأكد توقيفه الوشيك، استقال بال من حزب العدالة والتنمية. شكّل لاحقًا حزب التقدم الديمقراطي في نوفمبر 2014، حيث وصفت العديد من وسائل الإعلام الحزب بأنه حزب حركة غولن.  قبل الانتخابات العامة في يونيو 2015، استقال بال كزعيم لحزبه الجديد، متهماً وسائل الإعلام الموالية لغولن بالحدّ من قدرة حزبه على الوصول إلى الناخبين. وألقى هذا بظلال من الشك على الادعاءات الأولية بأن حزب التقدم الديمقراطي كان حزباً سياسياً موالياً لغولن.
استقالة رئيسية أخرى كانت استقالة هاكان شوكور في ديسمبر 2013، وهو من أتباع غولن بشكل علني وينتقد بشدة سياسة مدرسة التحميل التي ينتهجها حزبه. كشف شوكور بعد استقالته أنه كان يزور غولن في مناسبات عديدة بينما كان لا يزال عضوًا في البرلمان عن حزب العدالة والتنمية، وأخبر غولن أنه يريد الاستقالة من حزبه. وادّعى أن غولن أخّر قراره.

## فضيحة فساد الحكومة 2013

### عمليات 17 ديسمبر
في 17 ديسمبر 2013، استهدفت موجة من الاعتقالات رجال الأعمال والمصرفيين وعلى الأخص أبناء أربعة وزراء حاليين في حكومة أردوغان خلال عملية لمكافحة الفساد. تسببت المزاعم حول العثور على آلة لعدّ الأوراق النقدية في منزل نجل وزير الداخلية معمر جولر، وكذلك الكشف عن إخفاء مبالغ كبيرة في صناديق الأحذية في منزل الرئيس التنفيذي لبنك خلق، في عاصفة إعلامية.  تم القبض على ما مجموعه 80 شخصًا، مع توجيه تهم رسمية إلى 24.
بعد عمليات مكافحة الفساد، أصدر نائب رئيس الوزراء بولنت أرينج بيانًا قال فيه إن الحكومة تعرف من يقف وراء العمليات، وأن أي تدخل لمجموعة في حكم الدولة سيتم التعامل معه وفقًا لذلك. ووصف أردوغان الاعتقالات بأنها «عملية قذرة».
في نفس يوم العملية، تمت إزالة خمسة مدراء فرع من مديرية أمن إسطنبول من مناصبهم. تم تكليف اثنين من المدعين العامين الجدد، أكرم أيدينر ومصطفى إرول، للتعامل مع قضايا الفساد، إلى جانب المدعين العامين الحاليين جلال كارا ومحمد يوزجيك بسبب اتساع نطاق القضية.[بحاجة لمصدر] تمت إزالة المدعين العامين الحاليين كارا ويوزغيتش من القضية في وقت متأخر. استقال مصطفى إيرول في وقت لاحق من القضية. تم التعامل مع تحقيق الفساد بأكمله بعد ذلك من قبل مدع عام واحد، وهو أكرم أيدينر. أدت حقيقة أن مدعًا واحدًا فقط كان يرأس قضية تم فيها تعيين اثنين من المدعين في الأصل بسبب عبء العمل الثقيل إلى مزاعم بأن أيدينر كان يعمل لصالح مطالب الحكومة. 
بعد العملية، وصفت الحكومة التحقيق بأنه «هجوم نفسي مخطط له» و «جماعة غير شرعية داخل الدولة» و «ألعاب قذرة داخل وخارج الدولة التركية».    في حين أن الحكومة لم تذكر اسم حركة غولن على وجه التحديد. زعم معظم المعلقين الإعلاميين والسياسيين أن اتهامات الحكومة كانت موجهة بوضوح إما إلى حركة غولن أو إلى شريحة داخل حركة غولن.    وقد وُصِفت الحركة الآن بـ «الكيان الموازي» الذي يعمل داخل الدولة.

### التعديل الوزاري والاستقالات
استقال الوزراء الثلاثة المتهمون في فضيحة الفساد، وهم محمد ظافر شاغليان وأردوغان بيرقدار ومعمر جولر. بعد أن ورد ذكره أيضًا في تحقيقات الفساد، فقد إغيمين باغيس أيضًا موقعه في التعديل الوزاري. وطالب بيرقدار رئيس الوزراء بالاستقالة لتخفيف التوترات السياسية التي نتجت عن فضيحة الفساد، رغم أنه اعتذر لاحقًا عن تصريحه. 
نتيجة لفساد حزبه المتصور، استقال وزير الداخلية السابق إدريس نعيم شاهين من حزبه ودعا رئيس الوزراء إلى الاستقالة. أسس شاهين لاحقًا حزب الوطن والعدالة في نوفمبر 2014، مع وصف هذا الحزب أيضًا بأنه مؤيد لغولن من قبل وسائل الإعلام المقربة من حزب العدالة والتنمية. مثل زعيم حزب التقدم الديمقراطي السابق إدريس بال، استقال شاهين من حزبه قبل الانتخابات العامة لعام 2015 بعد فشله في إبرام اتفاق تحالف مع حزب السعادة وحزب الاتحاد الكبير.
في 27 ديسمبر 2015، استقال كل من أرطغرل غوناي وحالوك أوزدالغا وإردال كالكان من حزب العدالة والتنمية.

### جدل المجلس الأعلى للقضاة والمدعين وعملية 25 ديسمبر
إدراكًا منها أن الوزراء المتورطين في عمليات 17 ديسمبر لم يعلموا في البداية أن التحقيقات قد بدأت، جعلت الحكومة من الإلزامي إبلاغ مثل هذه التحقيقات إلى كبار المسؤولين في الحكومة. قرر المجلس الأعلى للقضاة والمدعين أن هذا الشرط غير دستوري.
في 25 ديسمبر، في اليوم نفسه الذي قضى فيه المجلس الأعلى للقضاة والمدعين بأن مطالب الحكومة غير دستورية، أصدر المدعي العام معمر أكاش مذكرة توقيف بحق 30 شخصًا آخرين بتهمة الفساد، ومع ذلك رفضت مديرية أمن إسطنبول إجراء الاعتقالات. ونتيجة لذلك، أصدر أكاش بيانًا قال فيه إنه مُنع من أداء وظيفته. ردّت الحكومة باتهام أكاش بمحاولة بدء عملية ثانية بوسائل غير قانونية، وبالتالي أخرجه من القضية وزُعم أنه سلمها إلى المدعي العام توران تشولاكادي. في النهاية، تم إحالة القضية إلى خمسة مدعين آخرين.
في 26 ديسمبر، ادعى رئيس الوزراء أردوغان أن أكاش قد عار على القضاء من خلال إصدار مثل هذا البيان، وادعى أن المجلس الأعلى للقضاة والمدعين قد ارتكب جريمة من خلال رفض مطالب الحكومة بإخطار كبار وزراء التحقيقات. وادعى أنه لو كان له الحق، لكان "حاكم" المجلس نفسه، لكنه ادعى أنه سيكون للناس الحق في الحكم. بعد ذلك بيوم، صوّت مجلس الدولة التركي ضد مطالب الحكومة، وأصدر أردوغان بعد ذلك بيانًا قال فيه "ما يجب القيام به سيتم القيام به، وبعد ذلك سترى''، وادعى أن التغييرات القضائية المقترحة في الاستفتاء الدستوري لعام 2010 كان خطأ. زعم العديد من الوزراء الموالين للحكومة أن الانتكاسة القضائية كانت آخر هجوم مفتوح ضد حزب العدالة والتنمية من قبل حركة غولن.
صدر قانون جديد من شأنه أن يضع المجلس الأعلى للقضاة والمدعين تحت سيطرة وزارة العدل مباشرة في 1 فبراير 2014 على الرغم من اندلاع العديد من أعمال العنف بين نواب الحكومة والمعارضة.  

### اتهامات بـ «انقلاب قضائي»
في 31 ديسمبر، ادّعى نائب رئيس الوزراء علي باباجان، الذي اتُهم لاحقًا بأنه مؤيد لغولن، أن أحداث 17 ديسمبر 2013 كانت محاولة انقلاب مصغرة. تم تسريب تقرير استخباراتي لرئيس الوزراء في اليوم نفسه، مع ادعاءات بأن «الكيان الموازي» له فروع في 27 محافظة، وأن لديه أكثر من 2000 ضابط شرطة والعديد من الأكاديميين والصحفيين والمصرفيين تحت سيطرته. 
أصدر الرئيس عبد الله جول بيانًا في 4 يناير 2014 زعم فيه أن وجود دولة داخل الدولة «غير مقبول على الإطلاق». ادعى أردوغان أن فضيحة الفساد كانت محاولة لتشويه صورة حزب العدالة والتنمية ولتفاقم علاقاته مع الرئيس غول، وتقويضعملية السلام الكردية التركية مع المتمردين الأكراد، ووقف نمو تركيا.
بدأت موجة جديدة من عمليات مكافحة الفساد في 7 يناير، في محافظات مثل إزمير وأماسية وإسطنبول. وكانت وسائل الإعلام الموالية لحزب العدالة والتنمية قد سخرت من هذه العمليات.     

## فضيحة شاحنة المخابرات
في 1 يناير، أوقفت شاحنات في أضنة، زُعم أنها كانت تحمل أسلحة وكانت متجهة إلى سوريا، بينما تم إيقاف قافلة مماثلة من الشاحنات في 19 يونيو في محافظة هاتاي. المدعي العام عزيز تاكجي، الذي أمر بإيقاف الشاحنات وتفتيشها بحثًا عن أسلحة بعد تلقي بلاغ، تم عزله لاحقًا من منصبه ووصفه بأنه عضو في «الكيان الموازي» لغولن. حاولت الحكومة التستر على حمولة الشاحنات ووقف تفتيش محتوياتها في كلتا المناسبتين، حيث اتضح أنها تنتمي إلى المخابرات الوطنية. أثار الاتهام بأن شاحنات المخابرات كانت تحمل أسلحة إلى سوريا فضيحة أخرى، خاصة في الوقت الذي أصبحت فيه الحكومة في قلب الجدل الدولي بسبب سياستها المتمثلة في عدم اتخاذ أي إجراء ضد مُقاتلي تنظيم الدولة. صرّح أردوغان أن محتويات الشاحنات كانت من أسرار الدولة، لكنه ادعى لاحقًا أنها كانت تنقل مساعدات إنسانية إلى السكان التركمان في سوريا. ووصف المدعي العام وقوات الدرك المشاركين في تفتيش الشاحنات بأنهم متعاطفون مع الهياكل الموازية، وتم اعتقال العديد منهم في وقت لاحق.

## إصلاحات الحكومة

### الشرطة والقضاء
في غضون 35 يومًا من عمليات مكافحة الفساد في 17 ديسمبر، تم تعيين 5000 ضابط شرطة في مواقع أخرى في مديرية الأمن.  أدلى وزير الداخلية، أفكان آلا، ببيان مباشر قال فيه إنه تم نقل 1000 ضابط إلى مناصب جديدة وتم نقل 5000 ضابط في إجراء روتيني. وادعى أن هذه كانت نسبة صغيرة من إعادة التعيينات مقارنة بإجمالي القوة العاملة البالغ 260 ألف ضابط.
أثناء مناقشة التغييرات في المجلس الأعلى للقضاة والمدعين في البرلمان، تمت إزالة العديد من أعضاء المجلس الذين انتقدوا علنًا التشريع الجديد من مناصبهم.  في قصر عدل جاغلايان بإسطنبول، كان هناك إصلاح شامل للموظفين، حيث أعيد تكليف 90 مدعيًا من أصل 192 من مناصبهم الأصلية. كما شارك المدعون العامون الذين تعاملوا مع محاكمات إرغينكون وخطة المطرقة في الإصلاح الشامل. تم عزل المدعين العامين الذين تعاملوا مع عمليات 17 ديسمبر من مناصبهم بالكامل.  ألقى أردوغان في وقت لاحق خطابًا زعم فيه أن حركة غولن قد استولت على القضاء وادعى أنهم ارتكبوا خطأ في الضغط من أجل تغييرات دستورية في استفتاء 2010. كما زعم أن المجلس سمح بالتنصت على الهواتف متى شاء، ولهذا السبب قدمت الحكومة مثل هذه الإصلاحات المهمة.
كما ألغت الحكومة المحاكم ذات الامتيازات الخاصة (özel yetkili mahkemeler, ÖYM) كجزء من حزمة التحول الديمقراطي.

### قانون إصلاح المخابرات 2014
إلى جانب تشديد الرقابة على القضاء، قدّمت الحكومة قانونًا جديدًا أعطى صلاحيات جديدة مهمة للمخابرات الوطنية. سيمنح القانون الجديد مجلس الوزراء الحق في إسناد واجبات إلى نشطاء المخابرات بشأن قضايا مكافحة الإرهاب أو الأمن القومي أو الخارجي. أثار مصطلح «الأمن القومي» أكبر قدر من القلق بسبب غموضه، مما يعني أنه من المحتمل أن يكلف وزير ما المخابرات التركية بإجراء عملية ضد أي حزب أو جماعة أو منظمة أو مؤسسة سياسية بمجرد الادعاء بأنها تشكل تهديدًا للأمن القومي.
كما منح القانون الجديد المخابرات سلطة مصادرة أو المطالبة بالوصول إلى أي شكل من أشكال المعلومات أو المواد أو المعدات التي تحتويها المنظمة من خلال تجاوز أي قوانين أخرى تحمي الخصوصية. علاوة على ذلك، أصبح تسريب وثائق المخابرات جريمة جديدة، مع فرض فترات سجن طويلة على الأفراد الذين يكشفون عن معلومات حول أنشطة المخابرات. كما مُنحت المخابرات الحق في إجراء مراقبة غير محدودة وتم وضع أساس قانوني للمحادثات بين المخابرات وزعيم حزب العمال الكردستاني المسجون عبد الله أوجلان.

### قانون الرقابة على الإنترنت 2014
أصدرت الحكومة قانونًا جديدًا للرقابة على الإنترنت مثيرًا للجدل في عام 2014 منح رئاسة الاتصال والتواصل (TİB) حظرًا للمواقع الإلكترونية دون إذن من المحكمة إذا كشفت عن محتوى خاص أو «مهين». كما جعل القانون الرقابة أسهل كثيرًا مع إجبار مواقع الويب أيضًا على الاحتفاظ ببيانات مستخدميها لفترة طويلة من الوقت والكشف عن هذه المعلومات إذا طلبت رئاسة الاتصال والتواصل ذلك. تم وصف القانون الجديد بأنه هجوم مفتوح على وسائل التواصل الاجتماعي بسبب تعزيز قوانين الرقابة الحالية، مع عدم وجود ضوابط وتوازنات على قرارات رئاسة الاتصال والتواصل التي يتم انتقادها أيضًا. كان لوسائل التواصل الاجتماعي تأثير كبير على احتجاجات منتزه غيزي وتنظيم مظاهرات أخرى مناهضة للحكومة.
قبل أسبوع من الانتخابات البلدية التركية 2014، تمّ حظر تويتر ويوتيوب باستخدام الصلاحيات الجديدة الممنوحة لرئاسة الاتصال والتواصل. 

### الإفراج عن سجناء إرغينكون وباليوز
تم تقديم قضيتي خطة المطرقة وإرغينكون، كما يُزعم كجهد مشترك بين حزب العدالة والتنمية وحركة غولن، في عام 2007 ضد منتقدي حزب العدالة والتنمية الذين هددوا سيطرة الحزب على السلطة. وكان من بين هؤلاء الأفراد العديد من ضباط الجيش والصحفيين، بمن فيهم رئيس الأركان السابق جتين دوغان. كانت كلتا القضيتين مليئتين بادعاءات حدوث مخالفات، على الرغم من أن العديد من المتهمين إما حُكم عليهم بالسجن مدى الحياة لمحاولة الانقلاب أو اتهموا أثناء وجودهم في السجن. 
في فبراير 2014، حدّد قانونٌ الفترة التي يمكن أن يُسجن فيها المتهم أثناء توجيه تهم رسمية إلى خمس سنوات، مما يعني إطلاق سراح العديد من المتهمين في قضيتي خطة المطرقة أو إرغينيكون. أمرت محكمة في إسطنبول بالإفراج عن 230 شخصا بعد أن حكمت بانتهاك حقوقهم. في عام 2015، ادعى أردوغان أن الدولة بأكملها قد تم تضليلها وخداعها خلال قضية خطة المطرقة.

## الشريط الصوتي المُسرّب
في مساء يوم 25 فبراير 2014، تم نشر تسجيل على موقع يوتيوب يُزعم أنه يظهر فيه رئيس الوزراء رجب طيب أردوغان يخبر نجله بلال أردوغان بإلغاء جميع الأموال النقدية المحتفظ بها في منزلهم بسبب العمليات الجارية التي تحدث في منازل وزراء الحكومة الآخرين. ووصف رئيس الوزراء الشريط بأنه «مونتاج خسيس ووقح»، مضيفًا أنه لا يوجد شيء لا يستطيع تقديم تبرير له. وزعم أن منفذي المونتاج هم أعضاء في الكيان الموازي (أي حركة غولن) والتزم ببدء الإجراءات القانونية في التسجيل، بالإضافة إلى إثبات أنه كان مزورًا.
تم بث التسجيل في البرلمان من قبل زعيم المعارضة كمال قلجدار أوغلي، الذي ادعى أن اكتشافات جديدة ستظهر في الأيام التالية، ودعا رئيس الوزراء إلى "الاستيلاء على طائرة هليكوبتر والفرار من البلاد أو الاستقالة ''. بدأت الإجراءات القانونية في قضية قلجدار أوغلي لبث التسجيل إلى البرلمان، مع اتهامه بالحصول على التسجيل بطرق غير قانونية. على الرغم من التخلي عن التحقيق في وقت لاحق، قررت المحكمة استئناف القضية في يونيو 2015. زعم زعيم حزب الحركة القومية دولت بهجلي أن الأشرطة تصيب العقول بالصدمة، مضيفًا أن التسجيل غير المبرر سوف يسجل في التاريخ التركي باعتباره عارًا.

### التحقيقات في احتمال التزوير
على الرغم من الادّعاء بأن التسجيلات مزورة وتعهدت بتقديم أدلة تثبت صحة ذلك، فشلت الحكومة في تقديم دليل في الأيام القليلة الأولى بعد التسجيل. وزعمت صحيفة ستار الموالية للحكومة أن الحكومة تلقت بلاغاً من شركة أمريكية (جون مارشال ميديا) يؤكد أن التسجيل مزيف. ومع ذلك، انتقل الرئيس التنفيذي للشركة في وقت لاحق إلى فيسبوك قائلاً إنهم تعاملوا مع عمليات التحقق القانونية من التسجيلات الشريطية وذكر أن التقرير الذي يحمل اسم شركتهم مزيف، معلنين أنهم سينظرون في إجراء قانوني محتمل بشأن استخدام اسم علامتهم التجارية بشكل غير قانوني.
كانت المؤسسة الرئيسية التي لجأت إليها الحكومة للحصول على تقرير يؤكد التزوير هي مجلس البحوث العلمية والتكنولوجية في تركيا (TÜBİTAK)، الذي فحص التسجيل لكنه فشل في تقديم أي دليل على أنه مزور. نتيجة لذلك، تم فصل ستة خبراء من المجلس في أواخر فبراير، واتهمهم الوزير فكري إيشيق بدعم غولن واتهم الكيان الموازي بشكل عام بالتسلل إلى مجلس البحوث العلمية.  في يونيو 2014، أنتج المجلس في النهاية تقريرًا يؤكد أن التسجيلات مزيفة، على الرغم من أن التقرير وجد أنه غير مقنع و«مضحك» من قبل بعض خبراء الصوت. ادّعى حزب الشعب الجمهوري أن التكنولوجيا التي استخدمها المجلس (تحليل مقطع لفظي) لإنتاج تقريرهم لم تكن موجودة بالفعل، وأخذت القضية إلى البرلمان.

### مطالبات التنصت على المكالمات الهاتفية
زعم وزير الطاقة والموارد الطبيعية تانر يلدز أن التسجيل تم لصالح منظمة إسلامية تدعى «سلام». واتهمت الصحف الحكومية الموالية «صباح» و «ستا» و «يني شفق» الكيان الموازي بالتنصت على 20.000 و 2280 و 7000 شخص على التوالي.   وزادت تقديراتهم على نطاق واسع في الأيام التالية، حيث زعمت صحيفة يني شفق أن العدد الحقيقي يتجاوز 100.000. صرحت رئاسة الاتصال والتواصل في مارس أنه تم التنصت على 509.000 هاتف بين عامي 2012 و 2013، على الرغم من أن رئاسة الاتصال والتواصل لديها أوامر من المحكمة فقط للتنصت على 217,863 هاتفًا.
تم القبض على نائب رئيس مجلس البحوث العلمية والتكنولوجية السابق، حسن بالاز، واثنين من العاملين السابقين في المجلس بسبب التنصت المزعوم على رئاسة الوزراء، على الرغم من إطلاق سراح بالاز لاحقًا. كما تم اعتقال نائب رئيس رئاسة الاتصال والتواصل عثمان نهاد شين. وقُبض على 26 شخصًا بتهمة التنصت والتجسس، من بينهم خمسة من ضباط الشرطة.

## الانتخابات البلدية 2014
كانت الانتخابات البلدية في 30 مارس 2014 أول انتخابات منذ بدء الصراع، حيث يواجه حزب العدالة والتنمية اختبارًا خطيرًا للثقة في أعقاب تهم الفساد. بنسبة 42.87٪ من الأصوات، فاز حزب العدالة والتنمية في الانتخابات مع نسبة كبيرة من أعضاء المجالس ورؤساء البلديات للانتخابات. فاز حزب الشعب الجمهوري، على أمل الحصول على دفعة كبيرة في حصته من الأصوات بعد خوض حملة شرسة لمكافحة الفساد، بـ 26.34٪ فقط من الأصوات (بزيادة 0.36٪ فقط عن نتيجة انتخابات 2011). زعم العديد من أعضاء المعارضة حدوث تزوير انتخابي واسع النطاق، خاصة في أنقرة وأنطاليا، مع انقطاع التيار الكهربائي والاستفزازات أثناء فرز الأصوات مما تسبب في جدل كبير.            
في خطاب ألقاه في الشرفة أعلن فيه فوز حزب العدالة والتنمية، ادعى أردوغان أن السكان قد منحوه تفويضًا لمواصلة نضاله ضد الكيان الموازي. وذكر كذلك أن خيانة الكيان الموازي لن تُنسى وأنه كان ضحية لنواياه الحسنة، والتي كانت إشارة متصورة إلى علاقة حزب العدالة والتنمية الحميمة تقليديًا مع غولن. أخيرًا، تعهد أردوغان بمحاكمة المتعاطفين مع غولن أمام الشعب وليس أمام المحاكم التي "اخترقوها''.

## اتهامات بالإرهاب المسلح
مع إلقاء القبض على العديد من المدعين العامين والجنود وضباط الشرطة والصحفيين المعروفين عن قربهم من حركة غولن بتهمة «تشكيل مجموعة إرهابية مسلحة»، ازدادت الاتهامات بالإرهاب ضد الحركة. ادّعى قاض متقاعد ومدعى عليه خلال قضية خطة المطرقة، أحمد زكي جوك، أن الكيان الموازي شكّل خلية إرهابية اسمها «أوتوكين». وزُعم أن الخلية لعبت دورًا في اغتيال هرانت دينك، ومذبحة دار نشر زيرف، وإطلاق النار في مجلس الدولة التركي، والاضطرابات المدنية في احتجاجات منتزه غيزي. استقال صحفي من صحيفة أكسام، الصحيفة التي وردت فيها المزاعم.

## الخلافات
تسبب الصراع في جدل واسع النطاق على الصعيدين السياسي والدولي، يدور بشكل أساسي حول استجابة أردوغان السياسية الاستقطابية وعدم اليقين بشأن مستقبل استقلال القضاء التركي.

### معارضة داخلية
انتقد حزب الشعب الجمهوري، الذي يشكل المعارضة الرئيسية، بشدة الحكومة بسبب إصلاحاتها للقضاء وفضيحة الفساد 2013. وقد تصور البعض أن صحيفة زمان بدأت في دعم حزب الشعب الجمهوري ضمنيًا من أجل الحفاظ على تأثير حركة غولن في السياسة والبرلمان. بعد أن بدأ نواب المعارضة في تلقي رسائل من أنصار غولن تحثهم على معارضة قانون مدارس التحميل، رفع حزب الشعب الجمهوري القانون الذي يقضي بإغلاق المدارس أمام المحكمة. بعد فضيحة الفساد عام 2013، أدان حزب الشعب الجمهوري الحكومة بشدة ودعا إلى استقالة أردوغان، وردّ رئيس الوزراء باتهام زعيم حزب الشعب الجمهوري كمال قلجدار أوغلي بالتعاون مع غولن. كما اتهم حزب الشعب الجمهوري الحكومة بانتهاك استقلال القضاء بإصلاحاتها في أعقاب الفضيحة. خلال حملة الانتخابات البلدية لعام 2014، اتخذ حزب الشعب الجمهوري موقفًا قويًا ضد الفساد بينما اتهم حزب العدالة والتنمية حزب الشعب الجمهوري بأنه مؤيد لغولن. استقالت المتحدثة السابقة باسم حزب الشعب الجمهوري، بيرغول أيمن جولر، بعد أن اتهمت حزبها بالتحالف مع حركة غولن. كما دافع حزب الشعب الجمهوري عن صحفيي زمان المسجونين وزارهم في السجن، كما أعرب عن دعمه لبنك آسيا أثناء محاولة الحكومة إغلاقه.  أثارت هذه الإجراءات اتهامات بأن حزب الشعب الجمهوري أصبح الآن حزب حركة غولن. يُزعم أنه يتوقع أن ينشق العديد من ناخبي حزب العدالة والتنمية المؤيدين لغولن خلال الانتخابات المحلية، فقد فاز حزب الشعب الجمهوري بنسبة 26.34٪ فقط، بزيادة قدرها 0.36٪ فقط منذ الانتخابات العامة لعام 2011. ومع ذلك، كان حزب الشعب الجمهوري تاريخيًا ينتقد بشدة حركة غولن، بعد أن عارض بشدة سوء السلوك القضائي خلال قضيتي خطة المطرقة ومحاكمات إرغينكون. العديد من المدعى عليهم من القضيتين مثل مصطفى بالباي هم الآن نواب في حزب الشعب الجمهوري، بعد أن تم انتخابهم في محاولة لتحريرهم من السجن.

### الاهتمامات الدولية
أثار الكونغرس الأمريكي والاتحاد الأوروبي والعديد من جماعات حقوق الإنسان الأخرى مخاوف بشأن تشديد الحكومة التركية سيطرة الحكومة على القضاء، فضلاً عن زيادة الرقابة الحكومية على وسائل التواصل الاجتماعي. في يناير 2014، أصدر الاتحاد الأوروبي دعوة لتركيا للحفاظ على حرية الصحافة واستقلال القضاء، منتقدًا إعادة تنظيم القضاة على نطاق واسع والرقابة على شبكات التواصل الاجتماعي. في يناير 2015، دعا مفوض توسيع الاتحاد الأوروبي ستيفان فول أنقرة إلى استعادة استقلال القضاء من أجل إحراز تقدم في مفاوضات الانضمام.
حثّ الكونغرس الأمريكي وزير الخارجية جون كيري على الضغط على تركيا من أجل حرية الصحافة بعد المداهمات على الصحف الموالية لغولن والتي شهدت اعتقال مدير تلفزيون سامانيولو هدايت كاراجا ورئيس تحرير صحيفة زمان أكرم دومانلي. في أعقاب مداهمات الشرطة لوسائل الإعلام الموالية لغولن، أدان الكونجرس الأمريكي تركيا لارتكابها «اعتداء على الديمقراطية».

## تطهير حركة غولن في تركيا
في عام 2016، حاول فصيل داخل الجيش موالٍ لفتح الله غولن، الإطاحة بالحكومة التركية. قتل 249 تركيًا كانوا يقاومون الانقلاب.
في دحض مزاعم محاولة الانقلاب هذه ، قال مركز حزمت ومقره لندن، وهو مصدر في حركة غولن، إن غولن قد أشار في خطاب بُث في 13 أغسطس 2017 "حول شائعة مؤامرة، أن بعض الشخصيات العامة المهمة سيتم اغتيالها في تركيا، وسيتم إلقاء اللوم على أعضاء حركة حزمت [غولن]. رسالة غولن ... شُوِّهت من قبل الأوساط الإعلامية الموالية لأردوغان والمناهضة لغولن باعتبارها "أمرًا باغتيال أتباعه".
قالت وزارة العدل التركية في 13 يوليو إنه تم اعتقال 50.510 شخصا واتهم 169.013 شخصًا بالتواطؤ في محاولة الانقلاب. العديد من المعتقلين أو المتهمين مرتبطين بحركة غولن. اتهمت الحكومة الأشخاص المرتبطين فقط بحركة غولن بوسائل مثل حيازة حساب في بنك آسيا، وهو بنك تابع لحركة غولن، أو الاشتراك في صحيفة زمان التابعة لحركة غولن.